# Dabenarti
Dabenarti es una isla en Sudán, situada en el medio del Nilo cerca de la segunda catarata. Está cerca de Mirgissa, a 900 metros de su pared este, y a unos 5 km al sur de la fortaleza de Buhen. Una fortaleza en la isla se atribuyó al período nubio egipcio. La construcción comenzó durante el reinado de Sesostris I, alrededor de 1900 a. C., y se completó bajo Sesostris III. La nivelación del fuerte de la isla, que mide 60 x 230 metros de tamaño, fue difícil y nunca se completó. La fortificación era una de una cadena de diecisiete fuertes que los faraones de la XII Dinastía establecieron para asegurar su frontera sur durante un tiempo en el que se buscaba expandir la influencia egipcia. Es por eso que Shalfak, junto con los fuertes de Buhen, Mirgissa, Uronarti, Askut, Shalfak, Semna y Kumma, se establecieron a una distancia de señalización entre sí. Con el colapso del poder egipcio al final del Reino Medio, Dabenarti fue abandonado alrededor del 1700 a. C. Fue examinado en 1916 por Somers Clarke.